# Marco Sagurna
Marco Sagurna (* 14. Oktober 1961 in Wiesbaden) ist ein deutscher Autor, Journalist, Literatur-Vermittler und Kommunikations-Fachmann.

## Leben
Sagurna lebte nach seiner Geburt im niedersächsischen Vechta bei seinen Großeltern, den gebürtigen Ermländern Hedwig und Franz Sagurna. Zurück in Hessen bei seiner Mutter Eva Sagurna, kam er 1968 auf die Frankfurter Eichendorffschule. Das Abitur machte er am Main-Taunus-Gymnasium in Hofheim (1981), wo er auch die Schülerzeitung „Oase“ mit herausgab; als Fernseh-Reporter war er für die ZDF-Sendung Schüler-Express unterwegs. In Frankfurt, Vechta und Angers (Frankreich) studierte er Germanistik, Kunst und Psychologie (1982 bis 1991), in Hannover Kultur-Management (2003/04). Seinen Zivildienst leistete er in Vechta beim Malteser Hilfsdienst (1982/83).
1986 bis 1990 gab er in seinem „Sagurna-Verlag“ die Literaturzeitschrift „Größenwahn“ mit heraus, zwischen 1994 und 2002 im „Eiswasser Verlag“ die Literaturzeitschrift „Eiswasser“. Im selben Zeitraum veröffentlichte er Gedichte in den Zeitschriften Blätter, Das Gedicht, Der Krähende Hahn, Der Literat, Flugasche, Fragmente, Hessischer Literaturbote, Karnickl, Literaturdienst, Pierrot und Staccato sowie in den Anthologien Lyrik 87 und Ortsangaben (beide Hrsg. Axel Kutsch), in Nagelprobe 4 (Suhrkamp Verlag) und bei Radio Bremen. Als Stimme der Vechtaer Avantgarde-Rockgruppe Tonale Kohorte trat er bei Kunst-Festivals der Frankfurter Gruppe Kunst im Park auf. Von 1992 bis 2012 organisierte er als Vorstandsmitglied der Rolf-Dieter-Brinkmann-Gesellschaft literarische Veranstaltungen sowie Publikationen.
Nach Tätigkeiten im Lektorat des Frankfurter Suhrkamp Theaterverlags (1987 u. 1989) berichtete Sagurna als Theaterkritiker von Premieren aus Bremen, Hamburg, Hannover, Oldenburg und Osnabrück für die Verlagsgruppe Kreiszeitung (Syke) und die Oldenburgische Volkszeitung (Vechta), für die er auch als Lokal-Reporter arbeitete. 1991 leitete er kurze Zeit die Redaktion des Anzeigenblattes Stadt- und Landrundschau in Vechta; ab 1992 war er erst Volontär, dann Redakteur für Kultur und Wochenendmagazin bei der Verlagsgruppe Kreiszeitung. 1994 wechselte er als Redakteur für Kultur und Unterhaltung zur Oldenburgischen Volkszeitung. Seit 1999 lebt er in Hannover, bis 2002 als Redakteur bei der Tageszeitung Neue Presse, zunächst für Lokales, dann für Kultur.
Seit seinem Aufenthalt als Gastdozent für deutschsprachige Gegenwartsliteratur und deutsche Medien an der indischen Maharaja Sayajirao University of Baroda (2002) arbeitet Sagurna als Autor, Journalist und Kommunikations-Fachmann; 2004 bis 2005 als Pressesprecher und Leiter der Projekte Internet@tlanten und Online-Redaktionen bei der Multimedia-Initiative n21 – Schulen in Niedersachsen online e.V. sowie von 2007 bis 2010 als Leiter des Pressebüros der Stadt Oldenburg i.O.
Als Mitgründer des PEN Berlin, trat er aus diesem Ende 2023 wieder aus; 2024 wurde er ins PEN-Zentrum Deutschland gewählt. Weiterhin ist er Herausgeber Lyrischer Sammelwerke, mit Beiträgen von Ron Winkler, Jan Koneffke, Dieter Wellershoff, Ilma Rakusa, Caroline Hartge und vielen anderen. Mit seiner Frau Susanne Uhlmann ist Marco Sagurna seit 2001 verheiratet.

## Werke
- Maximal – Gedichte. 12 Siebdrucke. Vechta 1987, ISBN 3-924143-99-4
- Oldenburg. Stadtführer. Halle 2013, ISBN 978-3-95462-012-8 (Co-Autor Jörgen Welp)
- Warmia – Roman. Kulturmaschinen Verlag Hamburg 2022, ISBN 978-3-96763-212-5
- MINIMAL gedichte: einfache auch in FARBE. Kulturmaschinen Verlag Freiburg 2022, ISBN 978-3-96763-215-6
- Gedichte ÜberKunst : Poems OnArt. Ins Englische von Petruscha Huber. Mit Fotografien der Kunst von Ellen Akimoto, Andora, Undine Bandelin, Ariane Boss, FRIDA, Mansha Friedrich, Ha Haengeun, Camille Henrot, Endy Hupperich, Ajay Lakhera, Anne Nissen, Michael Ramsauer, Kerstin Schulz, Marina Schulze, Deborah Sengl, Peter Sengl, three mit Hironori Kawasaki, Namrata Sneha, Nina Rike Springer, Jörg Stein, Lech Twardowski, Sandra Vásquez de la Horra, Armin Völckers und Christina Zurfluh. Kulturmaschinen Verlag 2023, ISBN 978-3-96763-286-6.

## Auszeichnungen
- 2025: für sein Buch "Gedichte ÜberKunst Poems OnArt" mit dem International Creative Media Award of Excellence in der Kategorie "Art Books".
- 2023: als Herausgeber des mit Fotograf Willi Rolfes in der Edition Bildperlen realisierten Buches „laub ist ein geruch es ist ein flirren - Neue Gedichte und Bilder vom Herbst“ mit dem International Creative Media Award in Bronze in der Kategorie „Art Books“.
- 2008: Als Mitglied des Bewerbungs-Teams der vom Stifterverband für die deutsche Wissenschaft an Oldenburg verliehene Titel „Stadt der Wissenschaft 2009“.
- 2004: Als Geschäftsführer des Eiswasser Verlags der vom Ministerium für Wissenschaft und Kultur verliehene „Niedersächsische Verlagspreis“.
- 1998: Als Redakteur der an die Oldenburgische Volkszeitung für den „Tag des Gedichts“ verliehene Sonderpreis des Deutschen Lokaljournalistenpreises der Konrad-Adenauer-Stiftung.